# Луковец (Вологодская область)
Луковец — древнерусский город, который располагался в среднем течении Шексны близ впадения в неё реки Суды.

## Название
Название Луковец или Луковесь связано с излучиной реки в этом месте (ср. Луцк).

## История
Основанный в X веке Луковец являлся наряду с Белоозером значимым опорным пунктом славянской колонизации белозерско-пошехонской земли, а также важным торговым центром.
Село Луковец являлось родовым гнездом графов Бестужевых. В своем имении в Луковце находился в ссылке П.М. Бестужев-Рюмин.
В XVIII веке судя по описанию, это было большое торговое и промышленное село, стоявшее на месте бойком и издавна заселенном. Оно лежало по обоим берегам реки Шексны, ниже впадения в нее реки Суды. В центре села находились церковное место и торговая площадь. В церковной ограде стояли две церкви и колокольня с часами. По обе стороны церковных ворот помещались 24 купеческих лавки и на углах ограды амбары для товаров. Между церковной оградой и берегом реки лежала узкая (6 сажен) и длинная (86 сажен) торговая площадь с обрубом и тремя спусками к реке и с оградой по берегу.
В Луковце ежегодно проходили четыре ярмарки.
На правом берегу находились также господская усадьба, дома церковнослужителей и две крестьянские слободы, верхняя и нижняя. На противоположном берегу Шексны была Успенская слобода с церковью, церковным домом и тоже с крестьянскими дворами. Всего в трех слободах насчитывалось 60 тяглых и 8 бобыльских дворов, в которых жило 370 крестьян. Общее протяжение села по берегу – 450 сажен.
До XX века сохранялось крупное село Луковец, имевшее две каменные церкви и более тысячи жителей. Луковец был затоплен водами Рыбинского водохранилища в 1941 году. В отдельные годы при низком уровне воды поселение появляется в виде небольшого острова.

## Археологические исследования
В 1940—1970 годах краеведом А. А. Алексеевой здесь был собран многочисленный материал древнерусского времени, а в 1980—1990 годах проводились раскопки под руководством А. В. Кудряшова и А. Н. Башенькина. Были найдены тысячи древнерусских вещей X — XIII веков, в том числе боевые и рабочие топоры (топор XI века с серебряной инкрустацией греческим крестом), наконечники стрел, ножи, кресала, клещи, молотки, ключи, замки, гарпуны, рыболовные крючки, остроги, пешни, гребни, пряслица. Украшения представлены бронзовыми и стеклянными браслетами и перстнями, бронзовыми подвесками, бусами. На некоторых вещах имеются отдельные буквы и слова, свидетельствующие о грамотности средневекового населения Луковца. В числе находок уникальная шиферная иконка XII — начала XIII века южнорусского происхождения с изображением Богоматери. На поселении Луковец найдена самая древняя обрядовая маска в Новгородской земле. Она сделана из бересты и датируется концом X века — началом XI века.
На нескольких фрагментах бересты из Луковца выявлены рисунки, а на одном из них — знак, похожий на знаки Рюриковичей. На шекснинских селищах Луковец, Минино-4 и Соборная горка найдены костяные и железные писа́ла.

## Карты
- Атлас Российской империи 1745 и Карта Дидьера де Вагонди Patrie Septentrionale de la Russie Europenne 1753 — одни из ранних картографических изображений города. На французской карте название Lukowec.